# Gamsfleisch

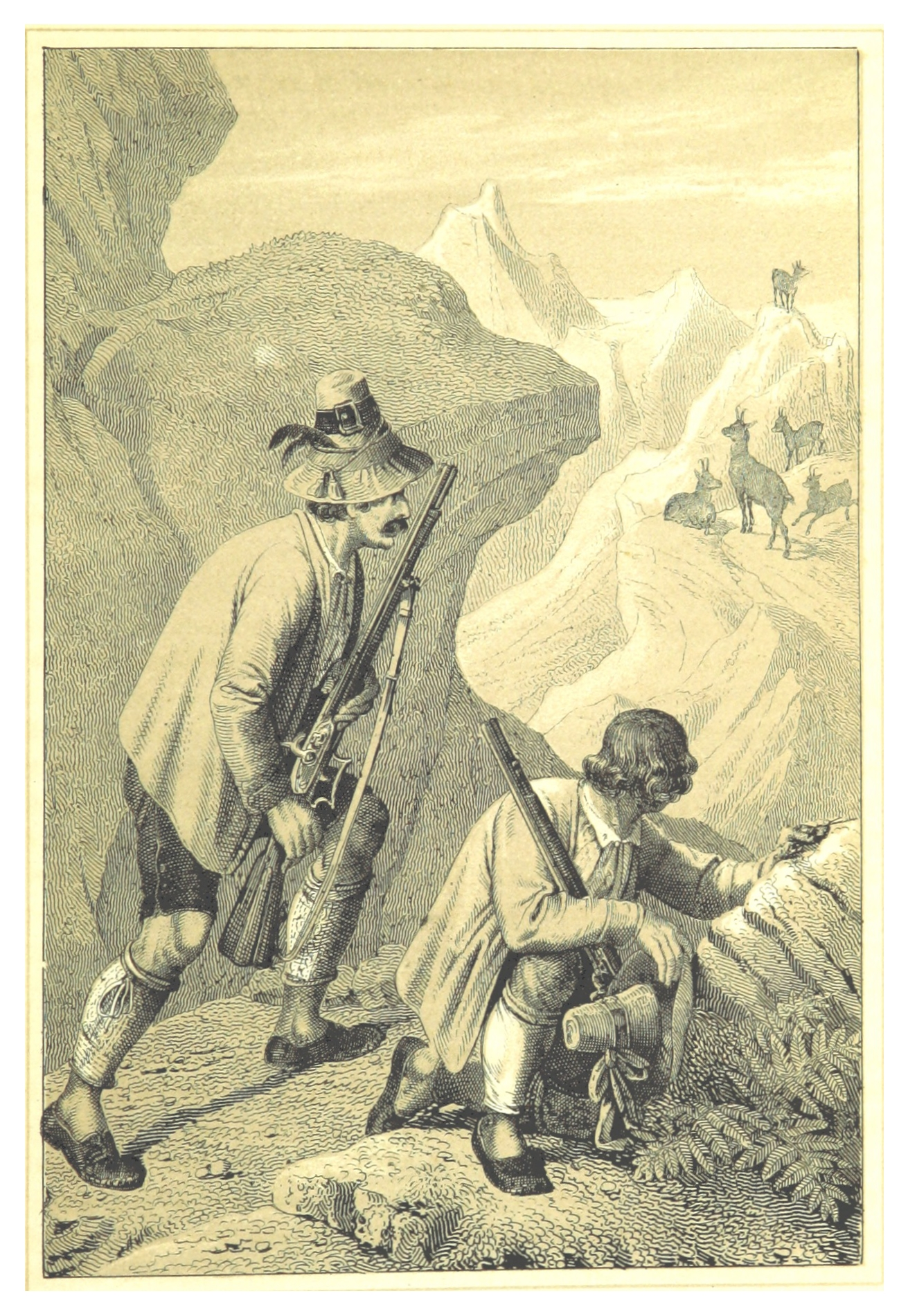
Tyroler auf der Gamsjagd (um 1860)

Gamsfleisch ist das Fleisch von Gämsen, das in der Küche der österreichischen Alpenländer bis ins 17. Jahrhundert sehr beliebt war, danach kamen Rezepte vereinzelt noch bis 1960 in österreichischen Kochbüchern vor. Der Begriff (der, die oder das) Gams steht in der Jägersprache, in Österreich oder landschaftlich für die Gämse.
Gamsfleisch wird allgemein wie Hirschfleisch zubereitet, geschätzt wird nur der Braten einjähriger Gämsen. In Tirol wird das Fleisch für einen Gämsen-, Hirsch- oder Rehbraten in eine große, mit Essig getränkte Serviette gewickelt und 24 Stunden lang kühl gelagert, danach mit Speckstreifen gespickt, mit Zwiebeln, Wurzelwerk, Knoblauch und Gewürzen in Fett angebraten. Der Wildbraten wird im Rohr unter häufigem Begießen mit Weißwein und Rindssuppe fertiggebraten. Jäger essen gerne Schinken von den Gamskeulen. Gebeizter Gamsschlegel liegt eingeölt bis zu 5 Tage in der gekochten, ausgekühlten Beize, bevor er gebraten wird. Das Fleisch älterer Tiere hat einen strengen Geschmack und muss daher in einer gekochten Marinade gebeizt werden, wobei die Prozedur diesen aber nicht gänzlich vermeiden kann.